# 圣马蒂诺-因彭西利斯
圣马蒂诺-因彭西利斯（義大利語：San Martino in Pensilis）是意大利坎波巴索省的一个市镇。总面积100平方公里，人口4899人，人口密度49.0人/平方公里（2009年）。ISTAT代码为070069。